# Novotel-Ligue (2022/2023)
Novotel-Ligue 2022/2023 – 65. sezon mistrzostw Luksemburga zorganizowany przez Luksemburski Związek Piłki Siatkowej (Fédération Luxembourgeoise de Volleyball, FLVB). Zainaugurowany został 1 października 2022 roku i trwał do 29 kwietnia 2022 roku. 
W Novotel-Ligue uczestniczyło osiem drużyn. Rozgrywki składały się z fazy zasadniczej, fazy play-off oraz fazy play-down. W fazie zasadniczej zespoły rozegrały między sobą po dwa spotkania. W fazie play-off uczestniczyły cztery najlepsze drużyny fazy zasadniczej. Składała się z półfinałów, meczu o 3. miejsce i finałów. W fazie-play down rywalizacja toczyła się o miejsca 5-8.
Po raz siedemnasty mistrzem Luksemburga został VC Stroossen, który w finałach fazy play-off pokonał Volley Bartreng. Trzecie miejsce zajął VC Lorentzweiler. Do Division 1 spadł Escher VBC.

## System rozgrywek
Novotel-Ligue w sezonie 2022/2023 składała się z fazy zasadniczej, fazy play-off oraz fazy play-down.

### Faza zasadnicza
W fazie zasadniczej uczestniczyło 8 drużyn. Rozegrały one między sobą po dwa spotkania systemem kołowym (mecz u siebie i rewanż na wyjeździe). Cztery najlepsze drużyny awansowały do fazy play-off, pozostałe trafiły do fazy play-down.

### Faza play-off
Faza play-off składała się z półfinałów, meczu o 3. miejsce i finałów.
Pary półfinałowe utworzone zostały na podstawie miejsc z fazy zasadniczej według klucza: 1-4, 2-3. Rywalizacja toczyła się do dwóch zwycięstw ze zmianą gospodarza po każdym spotkaniu. Gospodarzem pierwszego meczu była drużyna, która w fazie zasadniczej zajęła wyższe miejsce.
Przegrani w parach półfinałowych rozegrali jedno spotkanie o 3. miejsce. Jego gospodarzem była drużyna, która w fazie zasadniczej zajęła wyższe miejsce.
W finałach rywalizacja toczyła się do dwóch zwycięstw na zasadach analogicznych jak w półfinałach.

### Faza play-down
W fazie play-down drużyny rywalizowały o miejsca 5-8. Rozegrały one między sobą po dwa spotkania systemem kołowym (mecz u siebie i rewanż na wyjeździe). Do tabeli wliczone zostały wszystkie punkty zdobyte przez poszczególne drużyny w fazie zasadniczej. Zespół, który zajął 7. miejsce w klasyfikacji końcowej, trafił do baraży, gdzie rywalizował z drugą drużyną z Division 1. Drużyna z ostatniego miejsca w tabeli spadła do Division 1.

## Drużyny uczestniczące
| | Novotel-Ligue 2022/2023 |   |    |
| --- | ----------------------- | - | -- |
| STR | VC Stroossen            | 1 | Ch |
| BRT | Volley Bartreng         | 2 | Ch |
| FEN | VC Fentange             | 3 |    |
| DIE | CHEV Diekirch           | 4 |    |
| LOR | VC Lorentzweiler        | 5 |    |
| ESC | Escher VBC              | 6 |    |
| BEL | VC Belair               | 7 |    |
| ETR | VB Echternach           | 8 |    |
| Oznaczenia: - kolumna pierwsza – skróty nazw drużyn wpisane na mapie (jeśli ta została zamieszczona), - kolumna trzecia – miejsce zajęte przez daną drużynę w poprzednim sezonie. |                         |   |    |

## Faza zasadnicza

### Tabela wyników
| Gospodarz \ Gość1 | STR | BRT | FEN | DIE | LOR | ESC | BEL | ETR |
| ----------------- | --- | --- | --- | --- | --- | --- | --- | --- |
| VC Stroossen      | -   | 3:0 | 3:0 | 3:0 | 3:0 | 3:1 | 3:1 | 3:0 |
| Volley Bartreng   | 0:3 | -   | 3:2 | 1:3 | 3:2 | 3:0 | 3:1 | 3:1 |
| VC Fentange       | 0:3 | 0:3 | -   | 3:0 | 1:3 | 3:0 | 3:2 | 3:2 |
| CHEV Diekirch     | 0:3 | 3:2 | 3:1 | -   | 1:3 | 3:2 | 3:0 | 3:0 |
| VC Lorentzweiler  | 0:3 | 3:0 | 3:0 | 3:1 | -   | 3:0 | 3:0 | 3:0 |
| Escher VBC        | 0:3 | 0:3 | 0:3 | 0:3 | 0:3 | -   | 1:3 | 1:3 |
| VC Belair         | 0:3 | 1:3 | 3:0 | 1:3 | 0:3 | 3:1 | -   | 1:3 |
| VB Echternach     | 0:3 | 1:3 | 3:0 | 0:3 | 2:3 | 3:0 | 3:1 | -   |

Źródło: 
1 Drużyna gospodarzy jest wymieniona po lewej stronie tabeli.
Kolory:
  zwycięstwo gospodarzy 3:0 lub 3:1
  zwycięstwo gospodarzy 3:2
  zwycięstwo gości 3:0 lub 3:1
  zwycięstwo gości 3:2

### Terminarz i wyniki spotkań
| Data        | Godz. | Gospodarz        | Rezultat                                | Gość             |
| ----------- | ----- | ---------------- | --------------------------------------- | ---------------- |
| 1. KOLEJKA  |       |                  |                                         |                  |
| 01.10.2022  | 19:00 | VC Stroossen     | 3:0 (25:11, 25:13, 25:15)               | VB Echternach    |
| 01.10.2022  | 20:00 | VC Lorentzweiler | 3:1 (25:20, 22:25, 25:15, 25:14)        | CHEV Diekirch    |
| 01.10.2022  | 20:00 | VC Fentange      | 3:0 (25:18, 25:18, 25:15)               | Escher VBC       |
| 01.10.2022  | 19:30 | VC Belair        | 1:3 (25:19, 18:25, 19:25, 22:25)        | Volley Bartreng  |
| 2. KOLEJKA  |       |                  |                                         |                  |
| 08.10.2022  | 20:00 | CHEV Diekirch    | 0:3 (23:25, 26:28, 19:25)               | VC Stroossen     |
| 08.10.2022  | 20:30 | Escher VBC       | 0:3 (16:25, 21:25, 18:25)               | VC Lorentzweiler |
| 08.10.2022  | 20:00 | Volley Bartreng  | 3:2 (20:25, 25:20, 21:25, 25:23, 15:9)  | VC Fentange      |
| 08.10.2022  | 19:30 | VB Echternach    | 3:1 (25:21, 18:25, 25:19, 25:21)        | VC Belair        |
| 3. KOLEJKA  |       |                  |                                         |                  |
| 15.10.2022  | 17:30 | VC Stroossen     | 3:1 (25:17, 25:14, 22:25, 25:22)        | Escher VBC       |
| 15.10.2022  | 20:00 | VC Lorentzweiler | 3:0 (25:20, 33:31, 25:21)               | Volley Bartreng  |
| 15.10.2022  | 20:00 | VC Fentange      | 3:2 (29:27, 23:25, 20:25, 25:20, 16:14) | VC Belair        |
| 15.10.2022  | 18:00 | CHEV Diekirch    | 3:0 (25:17, 25:17, 25:20)               | VB Echternach    |
| 4. KOLEJKA  |       |                  |                                         |                  |
| 23.10.2022  | 18:30 | Volley Bartreng  | 0:3 (11:25, 19:25, 20:25)               | VC Stroossen     |
| 22.10.2022  | 19:30 | VC Belair        | 0:3 (17:25, 18:25, 17:25)               | VC Lorentzweiler |
| 22.10.2022  | 19:30 | VB Echternach    | 3:0 (25:23, 25:17, 25:17)               | VC Fentange      |
| 22.10.2022  | 20:00 | Escher VBC       | 0:3 (17:25, 18:25, 21:25)               | CHEV Diekirch    |
| 5. KOLEJKA  |       |                  |                                         |                  |
| 13.11.2022  | 18:00 | VC Stroossen     | 3:1 (25:19, 25:23, 28:30, 25:20)        | VC Belair        |
| 12.11.2022  | 20:00 | VC Lorentzweiler | 3:0 (25:21, 25:23, 25:21)               | VC Fentange      |
| 13.11.2022  | 18:00 | CHEV Diekirch    | 3:2 (25:23, 11:25, 22:25, 25:18, 15:11) | Volley Bartreng  |
| 12.11.2022  | 20:00 | Escher VBC       | 1:3 (22:25, 25:23, 26:28, 20:25)        | VB Echternach    |
| 6. KOLEJKA  |       |                  |                                         |                  |
| 20.11.2022  | 18:30 | VC Fentange      | 0:3 (21:25, 23:25, 14:25)               | VC Stroossen     |
| 19.11.2022  | 19:30 | VB Echternach    | 2:3 (21:25, 20:25, 25:21, 25:22, 12:15) | VC Lorentzweiler |
| 19.11.2022  | 19:30 | VC Belair        | 1:3 (25:21, 20:25, 23:25, 19:25)        | CHEV Diekirch    |
| 20.11.2022  | 19:00 | Volley Bartreng  | 3:0 (25:16, 25:20, 28:26)               | Escher VBC       |
| 7. KOLEJKA  |       |                  |                                         |                  |
| 26.11.2022  | 20:00 | VC Stroossen     | 3:0 (25:18, 25:16, 25:14)               | VC Lorentzweiler |
| 26.11.2022  | 20:00 | CHEV Diekirch    | 3:1 (25:19, 25:22, 20:25, 25:15)        | VC Fentange      |
| 26.11.2022  | 20:00 | Escher VBC       | 1:3 (23:25, 25:21, 22:25, 21:25)        | VC Belair        |
| 26.11.2022  | 19:30 | VB Echternach    | 1:3 (17:25, 25:19, 13:25, 14:25)        | Volley Bartreng  |
| 8. KOLEJKA  |       |                  |                                         |                  |
| 03.12.2022  | 19:30 | VB Echternach    | 0:3 (17:25, 15:25, 14:25)               | VC Stroossen     |
| 03.12.2022  | 20:00 | CHEV Diekirch    | 1:3 (25:22, 23:25, 20:25, 20:25)        | VC Lorentzweiler |
| 03.12.2022  | 19:00 | Escher VBC       | 0:3 (0:25, 0:25, 0:25)                  | VC Fentange      |
| 03.12.2022  | 20:00 | Volley Bartreng  | 3:1 (23:25, 25:19, 25:19, 25:21)        | VC Belair        |
| 9. KOLEJKA  |       |                  |                                         |                  |
| 11.12.2022  | 18:00 | VC Stroossen     | 3:0 (25:15, 25:18, 25:22)               | CHEV Diekirch    |
| 10.12.2022  | 20:00 | VC Lorentzweiler | 3:0 (25:17, 25:23, 25:20)               | Escher VBC       |
| 10.12.2022  | 20:00 | VC Fentange      | 0:3 (23:25, 17:25, 18:25)               | Volley Bartreng  |
| 10.12.2022  | 19:30 | VC Belair        | 1:3 (16:25, 22:25, 25:21, 23:25)        | VB Echternach    |
| 10. KOLEJKA |       |                  |                                         |                  |
| 17.12.2022  | 20:30 | Escher VBC       | 0:3 (19:25, 13:25, 11:25)               | VC Stroossen     |
| 17.12.2022  | 20:00 | Volley Bartreng  | 3:2 (25:27, 18:25, 25:23, 25:19, 15:13) | VC Lorentzweiler |
| 17.12.2022  | 19:30 | VC Belair        | 3:0 (25:18, 25:19, 25:21)               | VC Fentange      |
| 12.01.2023  | 20:30 | VB Echternach    | 0:3 (18:25, 19:25, 26:28)               | CHEV Diekirch    |
| 11. KOLEJKA |       |                  |                                         |                  |
| 14.01.2023  | 20:00 | VC Stroossen     | 3:0 (25:16, 25:15, 25:13)               | Volley Bartreng  |
| 14.01.2023  | 20:00 | VC Lorentzweiler | 3:0 (25:15, 25:20, 25:20)               | VC Belair        |
| 14.01.2023  | 19:00 | VC Fentange      | 3:2 (25:23, 19:25, 23:25, 25:23, 17:15) | VB Echternach    |
| 15.01.2023  | 17:30 | CHEV Diekirch    | 3:2 (25:22, 25:23, 23:25, 22:25, 16:14) | Escher VBC       |
| 12. KOLEJKA |       |                  |                                         |                  |
| 21.01.2023  | 19:30 | VC Belair        | 0:3 (22:25, 15:25, 22:25)               | VC Stroossen     |
| 22.01.2023  | 18:30 | VC Fentange      | 1:3 (25:21, 18:25, 19:25, 24:26)        | VC Lorentzweiler |
| 21.01.2023  | 19:30 | Volley Bartreng  | 1:3 (14:25, 25:23, 23:25, 20:25)        | CHEV Diekirch    |
| 21.01.2023  | 19:30 | VB Echternach    | 3:0 (25:19, 25:20, 25:20)               | Escher VBC       |
| 13. KOLEJKA |       |                  |                                         |                  |
| 28.01.2023  | 20:00 | VC Stroossen     | 3:0 (25:22, 25:15, 25:17)               | VC Fentange      |
| 28.01.2023  | 20:00 | VC Lorentzweiler | 3:0 (25:15, 25:16, 25:21)               | VB Echternach    |
| 29.01.2023  | 20:00 | CHEV Diekirch    | 3:0 (25:17, 25:16, 25:23)               | VC Belair        |
| 28.01.2023  | 20:00 | Escher VBC       | 0:3 (21:25, 24:26, 16:25)               | Volley Bartreng  |
| 14. KOLEJKA |       |                  |                                         |                  |
| 04.02.2023  | 20:00 | VC Lorentzweiler | 0:3 (23:25, 17:25, 19:25)               | VC Stroossen     |
| 05.02.2023  | 18:30 | VC Fentange      | 3:0 (25:23, 25:20, 25:22)               | CHEV Diekirch    |
| 04.02.2023  | 19:30 | VC Belair        | 3:1 (25:19, 22:25, 25:17, 25:15)        | Escher VBC       |
| 04.02.2023  | 19:30 | Volley Bartreng  | 3:1 (25:20, 23:25, 25:19, 25:14)        | VB Echternach    |

### Tabela
| Lp. | Drużyna          | Pkt  | Mecze | Mecze | Mecze | Rodzaj wyniku | Rodzaj wyniku | Rodzaj wyniku | Rodzaj wyniku | Rodzaj wyniku | Rodzaj wyniku | Sety | Sety | Sety  | Małe punkty | Małe punkty | Małe punkty |
| Lp. | Drużyna          | Pkt  | M     | W     | P     | 3:0           | 3:1           | 3:2           | 2:3           | 1:3           | 0:3           | wyg. | prz. | stos. | zdob.       | str.        | stos.       |
| --- | ---------------- | ---- | ----- | ----- | ----- | ------------- | ------------- | ------------- | ------------- | ------------- | ------------- | ---- | ---- | ----- | ----------- | ----------- | ----------- |
| 1   | VC Stroossen     | 42   | 14    | 14    | 0     | 12            | 2             | 0             | 0             | 0             | 0             | 42   | 2    | 21    | 1103        | 793         | 1.39        |
| 2   | VC Lorentzweiler | 33   | 14    | 11    | 3     | 7             | 3             | 1             | 1             | 0             | 2             | 35   | 14   | 2.5   | 1146        | 1020        | 1.12        |
| 3   | Volley Bartreng  | 26   | 14    | 9     | 5     | 3             | 4             | 2             | 1             | 1             | 3             | 30   | 23   | 1.3   | 1177        | 1134        | 1.04        |
| 4   | CHEV Diekirch    | 25   | 14    | 9     | 5     | 4             | 3             | 2             | 0             | 2             | 3             | 29   | 22   | 1.32  | 1151        | 1112        | 1.04        |
| 5   | VB Echternach    | 17   | 14    | 5     | 9     | 2             | 3             | 0             | 2             | 2             | 5             | 21   | 30   | 0.7   | 1055        | 1168        | 0.9         |
| 6   | VC Fentange      | 14   | 14    | 5     | 9     | 3             | 0             | 2             | 1             | 2             | 6             | 19   | 31   | 0.61  | 1066        | 1086        | 0.98        |
| 7   | VC Belair        | 10   | 14    | 3     | 11    | 1             | 2             | 0             | 1             | 6             | 4             | 17   | 35   | 0.49  | 1120        | 1218        | 0.92        |
| 8   | Escher VBC       | 0(1) | 14    | 0     | 14    | 0             | 0             | 0             | 1             | 4             | 9             | 6    | 42   | 0.14  | 894         | 1181        | 0.76        |

Źródło: 
Punktacja: 3:0 i 3:1 – 3 pkt; 3:2 – 2 pkt; 2:3 – 1 pkt; 1:3 i 0:3 – 0 pkt
Zasady ustalania kolejności: 1. liczba punktów; 2. liczba zwycięstw; 3. stosunek setów; 4. stosunek małych punktów; 5. bilans w bezpośrednich meczach
Uwagi: (1) Escher VBC ukarany został odjęciem jednego punktu za oddanie meczu walkowerem.
     Faza play-off
     Faza play-down

## Faza play-off

### Drabinka
|  |           |                  |                  |                  |           |                   |   |              |        |        |        |        |
|  | Półfinały | Półfinały        | Półfinały        | Półfinały        | Półfinały |                   |   | Finały       | Finały | Finały | Finały | Finały |
|  | Półfinały | Półfinały        | Półfinały        | Półfinały        | Półfinały |                   |   | Finały       | Finały | Finały | Finały | Finały |
|  |           |                  |                  |                  |           |                   |   |              |        |        |        |        |
|  |           |                  |                  |                  |           |                   |   |              |        |        |        |        |
|  | 1         | VC Stroossen     | 3                | 3                |           |                   |   |              |        |        |        |        |
|  | 1         | VC Stroossen     | 3                | 3                |           |                   |   |              |        |        |        |        |
|  | 4         | CHEV Diekirch    | 0                | 1                |           |                   |   |              |        |        |        |        |
|  | 4         | CHEV Diekirch    | 0                | 1                |           |                   | 1 | VC Stroossen | 3      | 3      |        |        |
|  |           |                  |                  |                  |           |                   | 1 | VC Stroossen | 3      | 3      |        |        |
|  |           |                  | 3                | Volley Bartreng  | 0         | 0                 |   |              |        |        |        |        |
|  | 2         | VC Lorentzweiler | 3                | Volley Bartreng  | 0         | 0                 | 3 | 2            | 1      |        |        |        |
|  | 2         | VC Lorentzweiler |                  |                  |           |                   |   |              |        |        |        |        |
|  | 3         | Volley Bartreng  | 1                | 3                | 3         |                   |   |              |        |        |        |        |
|  | 3         | Volley Bartreng  | 1                | 3                | 3         | Mecz o 3. miejsce |   |              |        |        |        |        |
|  |           |                  |                  |                  |           |                   |   |              |        |        |        |        |
|  |           |                  |                  |                  |           |                   |   |              |        |        |        |        |
|  |           |                  |                  |                  |           |                   |   |              |        |        |        |        |
|  | 2         | VC Lorentzweiler | VC Lorentzweiler | VC Lorentzweiler | 3         |                   |   |              |        |        |        |        |
|  | 2         | VC Lorentzweiler | VC Lorentzweiler | VC Lorentzweiler | 3         |                   |   |              |        |        |        |        |
|  | 4         | CHEV Diekirch    | CHEV Diekirch    | CHEV Diekirch    | 1         |                   |   |              |        |        |        |        |
|  | 4         | CHEV Diekirch    | CHEV Diekirch    | CHEV Diekirch    | 1         |                   |   |              |        |        |        |        |

### Półfinały
(do dwóch zwycięstw)
| Data                 | Godz.                | Gospodarz            | Rezultat                                | Gość                |
| -------------------- | -------------------- | -------------------- | --------------------------------------- | ------------------- |
| VC Stroossen (1)     | VC Stroossen (1)     | VC Stroossen (1)     | 2 – 0                                   | (4) CHEV Diekirch   |
| 05.03.2023           | 18:30                | VC Stroossen         | 3:0 (25:15, 29:27, 29:27)               | CHEV Diekirch       |
| 11.03.2023           | 20:00                | CHEV Diekirch        | 1:3 (25:22, 23:25, 23:25, 17:25)        | VC Stroossen        |
| VC Lorentzweiler (2) | VC Lorentzweiler (2) | VC Lorentzweiler (2) | 1 – 2                                   | (3) Volley Bartreng |
| 04.03.2023           | 20:00                | VC Lorentzweiler     | 3:1 (25:27, 25:23, 25:21, 25:20)        | Volley Bartreng     |
| 12.03.2023           | 18:30                | Volley Bartreng      | 3:2 (26:24, 19:25, 25:22, 19:25, 15:13) | VC Lorentzweiler    |
| 18.03.2023           | 20:00                | VC Lorentzweiler     | 1:3 (21:25, 25:23, 23:25, 23:25)        | Volley Bartreng     |

### Mecz o 3. miejsce
(jeden mecz)
| Data       | Godz. | Gospodarz        | Rezultat                         | Gość          |
| ---------- | ----- | ---------------- | -------------------------------- | ------------- |
| 31.03.2023 | 20:00 | VC Lorentzweiler | 3:1 (17:25, 29:27, 25:18, 27:25) | CHEV Diekirch |

### Finały
(do dwóch zwycięstw)
| Data             | Godz.            | Gospodarz        | Rezultat                  | Gość                |
| ---------------- | ---------------- | ---------------- | ------------------------- | ------------------- |
| VC Stroossen (1) | VC Stroossen (1) | VC Stroossen (1) | 2 – 0                     | (3) Volley Bartreng |
| 15.04.2023       | 20:30            | VC Stroossen     | 3:0 (25:18, 25:21, 25:21) | Volley Bartreng     |
| 22.04.2023       | 17:30            | Volley Bartreng  | 0:3 (19:25, 19:25, 20:25) | VC Stroossen        |

## Faza play-down

### Tabela wyników
| Gospodarz \ Gość1 | ETR | FEN | BEL | ESC |
| ----------------- | --- | --- | --- | --- |
| VB Echternach     | -   | 2:3 | 3:0 | 3:1 |
| VC Fentange       | 3:0 | -   | 3:0 | 0:3 |
| VC Belair         | 1:3 | 3:1 | -   | 3:1 |
| Escher VBC        | 1:3 | 0:3 | 0:3 | -   |

Źródło: 
1 Drużyna gospodarzy jest wymieniona po lewej stronie tabeli.
Kolory:
  zwycięstwo gospodarzy 3:0 lub 3:1
  zwycięstwo gospodarzy 3:2
  zwycięstwo gości 3:0 lub 3:1
  zwycięstwo gości 3:2

### Terminarz i wyniki spotkań
| Data       | Godz. | Gospodarz     | Rezultat                                | Gość          |
| ---------- | ----- | ------------- | --------------------------------------- | ------------- |
| 1. KOLEJKA |       |               |                                         |               |
| 04.03.2023 | 20:00 | Escher VBC    | 0:3 (21:25, 17:25, 20:25)               | VC Fentange   |
| 04.03.2023 | 19:00 | VB Echternach | 3:0 (25:13, 25:18, 25:18)               | VC Belair     |
| 2. KOLEJKA |       |               |                                         |               |
| 11.03.2023 | 19:30 | VB Echternach | 3:1 (25:21, 33:35, 25:22, 25:18)        | Escher VBC    |
| 11.03.2023 | 20:30 | VC Fentange   | 3:0 (25:21, 25:20, 28:26)               | VC Belair     |
| 3. KOLEJKA |       |               |                                         |               |
| 18.03.2023 | 19:00 | VB Echternach | 2:3 (25:23, 21:25, 23:25, 25:16, 13:15) | VC Fentange   |
| 18.03.2023 | 19:30 | VC Belair     | 3:1 (26:28, 25:15, 25:15, 25:19)        | Escher VBC    |
| 4. KOLEJKA |       |               |                                         |               |
| 15.04.2023 | 16:00 | VC Belair     | 3:1 (25:19, 17:25, 25:19, 30:28)        | VC Fentange   |
| 13.03.2023 | 20:30 | Escher VBC    | 1:3 (14:25, 25:20, 21:25, 21:25)        | VB Echternach |
| 5. KOLEJKA |       |               |                                         |               |
| 28.03.2023 | 20:00 | VC Belair     | 1:3 (25:23, 16:25, 22:25, 18:25)        | VB Echternach |
| 23.04.2023 | 16:30 | VC Fentange   | 0:3 (17:25, 27:29, 19:25)               | Escher VBC    |
| 6. KOLEJKA |       |               |                                         |               |
| 18.04.2023 | 20:30 | Escher VBC    | 0:3 (22:25, 18:25, 23:25)               | VC Belair     |
| 29.04.2023 | 16:30 | VC Fentange   | 3:0 (27:25, 25:22, 25:12)               | VB Echternach |

### Tabela
| Lp. | Drużyna       | Pkt | Mecze | Mecze | Mecze | Rodzaj wyniku | Rodzaj wyniku | Rodzaj wyniku | Rodzaj wyniku | Rodzaj wyniku | Rodzaj wyniku | Sety | Sety | Sety  | Małe punkty | Małe punkty | Małe punkty |
| Lp. | Drużyna       | Pkt | M     | W     | P     | 3:0           | 3:1           | 3:2           | 2:3           | 1:3           | 0:3           | wyg. | prz. | stos. | zdob.       | str.        | stos.       |
| --- | ------------- | --- | ----- | ----- | ----- | ------------- | ------------- | ------------- | ------------- | ------------- | ------------- | ---- | ---- | ----- | ----------- | ----------- | ----------- |
| 1   | VB Echternach | 30  | 6     | 4     | 2     | 1             | 3             | 0             | 1             | 0             | 1             | 14   | 9    | 1.56  | 542         | 488         | 1.11        |
| 2   | VC Fentange   | 25  | 6     | 4     | 2     | 3             | 0             | 1             | 0             | 1             | 1             | 13   | 8    | 1.63  | 488         | 467         | 1.04        |
| 3   | VC Belair     | 19  | 6     | 3     | 3     | 1             | 2             | 0             | 0             | 1             | 2             | 10   | 11   | 0.91  | 470         | 482         | 0.98        |
| 4   | Escher VBC    | 3   | 6     | 1     | 5     | 1             | 0             | 0             | 0             | 3             | 2             | 6    | 15   | 0.4   | 454         | 517         | 0.88        |

Źródło: 
Punktacja: 3:0 i 3:1 – 3 pkt; 3:2 – 2 pkt; 2:3 – 1 pkt; 1:3 i 0:3 – 0 pkt
Zasady ustalania kolejności: 1. liczba punktów; 2. liczba zwycięstw; 3. stosunek setów; 4. stosunek małych punktów; 5. bilans w bezpośrednich meczach
Uwagi: Do tabeli wliczone zostały wszystkie punkty zdobyte przez poszczególne drużyny w fazie zasadniczej.
     Baraże
     Spadek do Division 1

## Klasyfikacja końcowa
| Lp. | Drużyna          |
| --- | ---------------- |
| 1.  | VC Stroossen     |
| 2.  | Volley Bartreng  |
| 3.  | VC Lorentzweiler |
| 4.  | CHEV Diekirch    |
| 5.  | VB Echternach    |
| 6.  | VC Fentange      |
| 7.  | VC Belair        |
| 8.  | Escher VBC       |

     Baraże
     Spadek do Division 1

## Baraże
(jeden mecz)
| Data       | Godz. | Gospodarz | Rezultat                  | Gość       |
| ---------- | ----- | --------- | ------------------------- | ---------- |
| 06.05.2023 | 18:00 | VC Belair | 3:0 (25:14, 25:15, 25:15) | RSR Walfer |